# سرگئی چرنتسکی
سرگئی چرنتسکی (انگلیسی: Sergey Chernetskiy؛ زادهٔ ۹ آوریل ۱۹۹۰) دوچرخه‌سوار اهل روسیه است.
از باشگاه‌هایی که در آن بازی کرده‌است می‌توان به تیم کاتیوشا–آلپتسین و تیم آستانه اشاره کرد.